# Republicanismo unitario
El republicanismo unitario fue una tendencia muy minoritaria de los republicanos españoles durante el sexenio democrático (1868-1874), enfrentados al republicanismo federal. Estaba representado por el Partido Republicano Unitario. Entre sus dirigentes destacaron Eugenio García Ruiz y Ríos Rosas, que fueron los dos únicos miembros de las Cortes que el 1 de junio de 1873 defendieron la república unitaria frente a la república federal.
La asamblea nacional del Partido Republicano Democrático Federal inaugurada el 6 de marzo de 1870 en el teatro de la Alhambra fue, en realidad, el origen de la escisión de los unitarios. La "Declaración" que este grupo emitió suponía un ataque directo a la doctrina federalista de Pi y Margall, que según ellos «amenazaba la unidad nacional con sus naturales consecuencias de unidad de legislación, de fueros, de poder político e indivisibilidad del territorio».
Durante la Segunda República Española parte del republicanismo unitario se encuentra representada por el Partido Nacional Republicano de Felipe Sánchez Román.
En la actualidad es una tendencia minoritaria dentro del republicanismo español. Está representada políticamente por el Partido Nacional Republicano y por algunos sectores ciudadanos.